# Villambistia
Villambistia est une commune située dans le Nord de l’Espagne, dans la comarque de Montes de Oca (mancomunidad de Oca-Tirón) dans la Communauté autonome de Castille-et-León, province de Burgos.
Sa population était de 56 habitants en 2007. Les habitants s’appellent Villambistianos.
Le Camino francés du Pèlerinage de Saint-Jacques-de-Compostelle passe par cette localité.

## Géographie
Villambistia est située 41 km à l’est de Burgos, dans la Sierra de la Demanda.

## Démographie
| 1991 |  | 1996 |  | 2001 |  | 2004 |  | 2007 |  | 2010 |
| ---- |  | ---- |  | ---- |  | ---- |  | ---- |  | ---- |
| 84   |  | 82   |  | 67   |  | 65   |  | 56   |  | 52   |

Pour des raisons techniques, il est temporairement impossible d'afficher le graphique qui aurait dû être présenté ici.

## Histoire
La commune appartenait à la juridiction de l’Hôpital de Villafranca Montes de Oca.
Elle est nommée dans un document de 1515.

## Culture et patrimoine

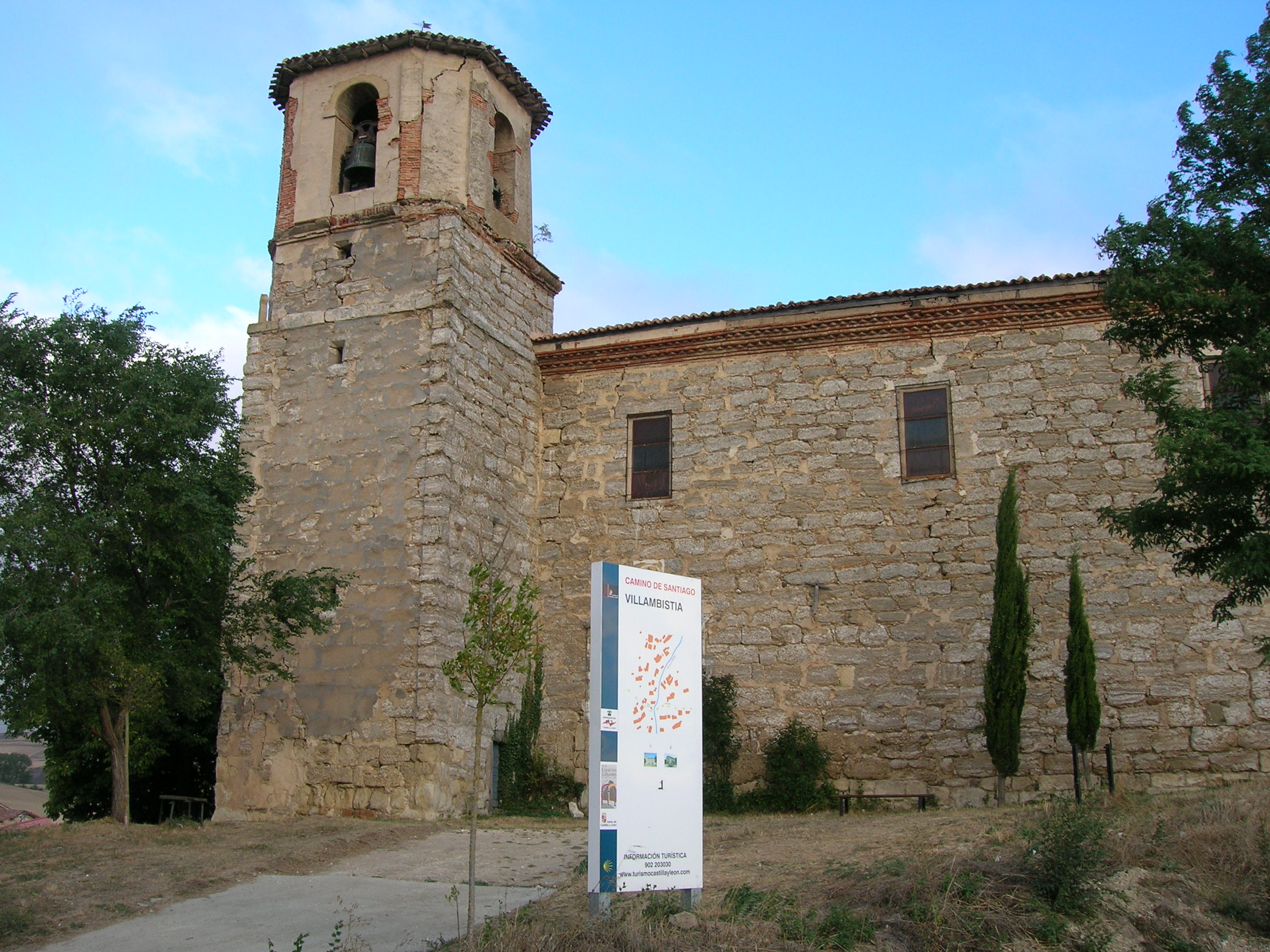
Villambistia, église San Estebàn

### Pèlerinage de Compostelle
Par le Camino francés du Pèlerinage de Saint-Jacques-de-Compostelle, le chemin vient de Tosantos.
La prochaine halte est Espinosa del Camino.
Il y avait deux hôpitaux (auberges publiques) pour l’accueil des jacquets.

### Patrimoine religieux
Capilla San Roque
Au centre de Villambistia, la chapelle désaffectée était dédiée à saint Roch, vénéré des pèlerins et représenté ici avec son chien.
Iglesia de San Estebán
L’église San Estebàn domine le village sur son replat. Elle conserve l'ancien retable du couvent de San Francisco de Belorado. Elle est constituée d’une seule nef à trois travées, construite en 1712.

## Sources et références
- (es) Cet article est partiellement ou en totalité issu de l’article de Wikipédia en espagnol intitulé « Villambistia » (voir la liste des auteurs).
- Grégoire, J.-Y. & Laborde-Balen, L. , « Le Chemin de Saint-Jacques en Espagne - De Saint-Jean-Pied-de-Port à Compostelle - Guide pratique du pèlerin », Rando Éditions, mars 2006,  (ISBN 2-84182-224-9)
- « Camino de Santiago St-Jean-Pied-de-Port - Santiago de Compostela », Michelin et Cie, Manufacture Française des Pneumatiques Michelin, Paris, 2009,  (ISBN 978-2-06-714805-5)
- « Le Chemin de Saint-Jacques Carte Routière », Junta de Castilla y León, Editorial Everest